# Rex Jackson
 (janvier 2012).
Si vous disposez d'ouvrages ou d'articles de référence ou si vous connaissez des sites web de qualité traitant du thème abordé ici, merci de compléter l'article en donnant les références utiles à sa vérifiabilité et en les liant à la section « Notes et références ».
Pour les articles homonymes, voir Jackson.
Rex Jackson, né le 7 octobre 1928 à Wagga Wagga en Australie et mort le 31 décembre 2011 dans la même ville, est un homme politique australien.

## Biographie
Il est élu membre de l'Assemblée législative de Nouvelle-Galles du Sud. Il était le fils d'un poseur de rails de chemin de fer. Il a fréquenté l'école publique de Harefield et les lycées de Junee et Sutherland. Il devint employé de rail, imprimeur et boxeur professionnel.
Rex Jackson a été député du parti travailliste de Bulli de 1955 à 1971 et de Heathcote de 1971 à 1986, puis a été ministre de la jeunesse et des Services communautaires de mai 1976 à octobre 1981 et des Services pénitentiaires d'octobre 1981 à octobre 1983. Il fut également ministre des routes de février à octobre 1983.[2]
Il démissionna de ses portefeuilles ministériels le 27 octobre 1983 et du Parlement le 13 août 1986. Jackson a été par la suite envoyé en prison pendant dix ans après sa condamnation pour complot visant à la libération anticipée de prisonniers.
À la suite de sa libération précoce, après avoir purgé trois ans et deux mois de sa peine de 10 ans, il revient à la maison qu'il possède à Helensburgh. Il a été accueilli par plusieurs membres de sa communauté.
Rex a été hospitalisé puis placé dans un foyer de soins infirmiers début 1993.
Il décède le 31 décembre 2011 à l'hôpital de Wagga Wagga.